# Урікань
Урікань, Урікані (рум. Uricani) — місто у повіті Хунедоара в Румунії. Адміністративно місту підпорядковані такі села (дані про населення за 2002 рік):
- Валя-де-Бразь (438 осіб)
- Кимпу-луй-Няг (567 осіб)

Місто розташоване на відстані 252 км на північний захід від Бухареста, 62 км на південь від Деви, 123 км на північний захід від Крайови.

## Населення
За даними перепису населення 2002 року у місті проживали 10 227 осіб.
Національний склад населення міста:
| Національність   | Кількість осіб | Відсоток |
| ---------------- | -------------- | -------- |
| румуни           | 9719           | 95,0%    |
| угорці           | 435            | 4,3%     |
| цигани           | 47             | 0,5%     |
| німці            | 9              | 0,1%     |
| українці         | 6              | 0,1%     |
| чехи             | 2              | < 0,1%   |
| росіяни-липовани | 1              | < 0,1%   |
| серби            | 1              | < 0,1%   |
| поляки           | 1              | < 0,1%   |

Рідною мовою назвали:
| Мова       | Кількість осіб | Відсоток |
| ---------- | -------------- | -------- |
| румунська  | 9837           | 96,2%    |
| угорська   | 380            | 3,7%     |
| українська | 5              | < 0,1%   |
| німецька   | 2              | < 0,1%   |
| російська  | 1              | < 0,1%   |
| сербська   | 1              | < 0,1%   |

Склад населення міста за віросповіданням:
| Релігія                             | Кількість осіб | Відсоток |
| ----------------------------------- | -------------- | -------- |
| православні                         | 8781           | 85,9%    |
| п'ятдесятники                       | 443            | 4,3%     |
| римо-католики                       | 403            | 3,9%     |
| реформати                           | 218            | 2,1%     |
| греко-католики                      | 99             | 1,0%     |
| баптисти                            | 66             | 0,6%     |
| бретрени                            | 66             | 0,6%     |
| унітарії                            | 10             | 0,1%     |
| адвентисти                          | 7              | 0,1%     |
| мусульмани                          | 3              | < 0,1%   |
| атеїсти                             | 2              | < 0,1%   |
| лютерани                            | 1              | < 0,1%   |
| лютерани (Аугсбурзького сповідання) | 1              | < 0,1%   |
| не релігійні                        | 1              | < 0,1%   |
| не вказали релігію                  | 10             | 0,1%     |

## Зовнішні посилання
- Дані про місто Урікань на сайті Ghidul Primăriilor